# Millennium Bridge
Millennium Bridge je visutý ocelový most pro pěší přes řeku Temži v Londýně mezi Southwark Bridge a Blackfriars Railway Bridge. Spojuje čtvrť Bankside v obvodu Southwark s City. Výstavba mostu započala roku 1998, slavnostně byl otevřen v roce 2000. Most vlastní a provozuje Bridge House Estates – dobročinný fond spravovaný City of London Corporation.
U jižního konce mostu se nachází divadlo Globe, Bankside Gallery a Tate Modern. Severní konec mostu se nachází poblíž City of London School a pod Katedrálou svatého Pavla.

## Konstrukce mostu

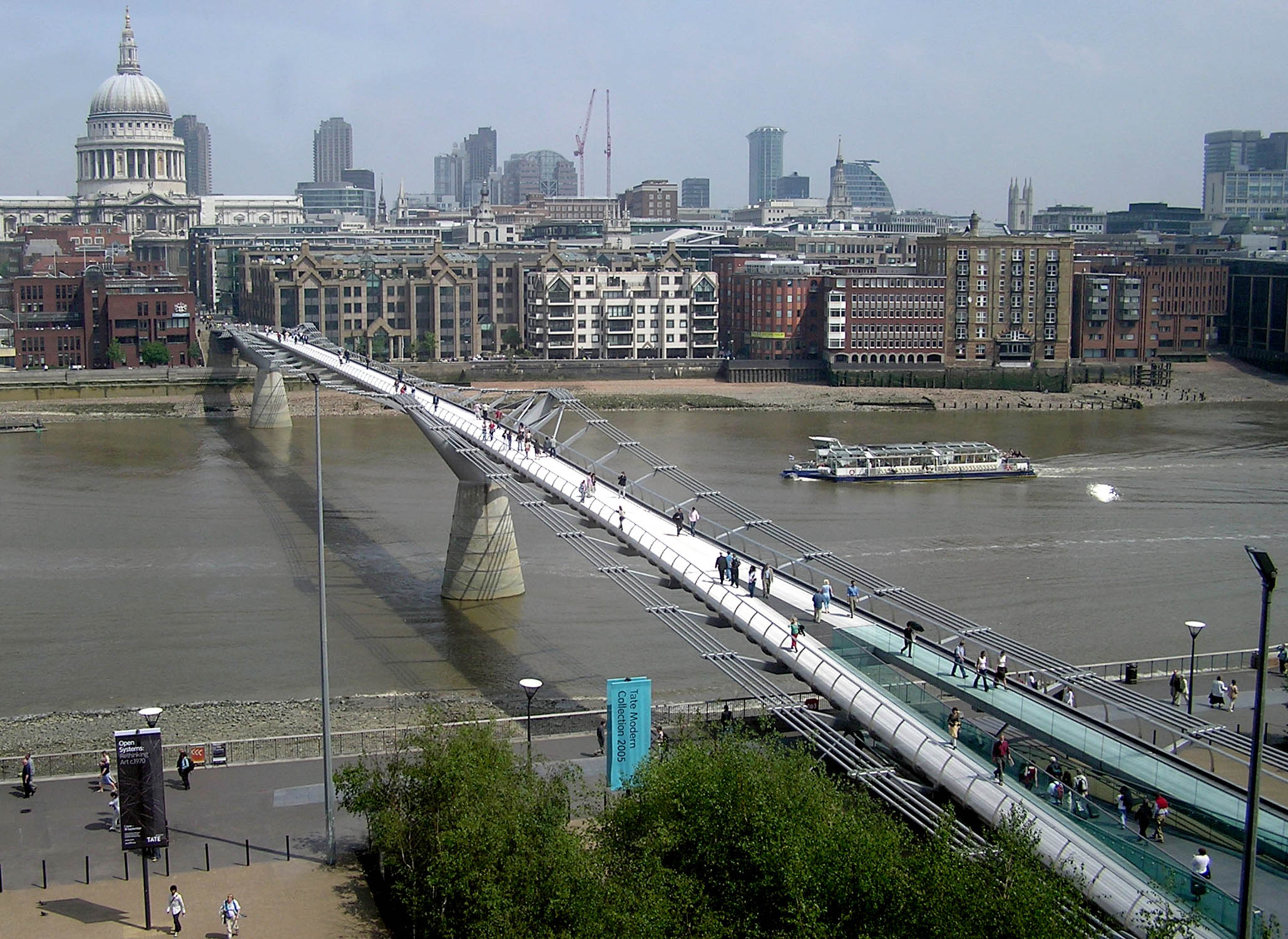
Millennium Bridge s katedrálou sv. Pavla na pozadí

Autory návrhu byly společnosti Arup, Foster and Partners a sir Anthony Caro. Z důvodu výrazných omezení a pro zlepšení výhledu z mostu byl most navržen jako visutý s tím, že závěsná lana byla umístěna pod úroveň chodníku a vlastní konstrukce mostu je velmi nízká. Most je podepřen dvěma mostními pilíři, jeho rozpětí je 325 m a šířka 4 m. Lana jsou předepnutá zátěží 2000 t vůči pilířům na nichž jsou ukotvena. Most byl dimenzován na to aby snesl zátěž 5000 lidí.

## Historie
Stavba mostu byla zahájena v roce 1998. Náklady na jeho stavbu dosáhly 18,2 miliónů liber a byl otevřen 10. června 2000, ale neočekávané boční chvění zapříčinilo jeho uzavření již 12. června. Kmity byly způsobeny velkým počtem chodců používajících most (90 000 za první den; 2000 chodců v jeden okamžik). Most se nachází na rušné trase a počasí bylo velmi příznivé. Původní malé kmity mostu vedly chodce k tomu, aby přizpůsobili svou chůzi jejich frekvenci, což ještě zvyšovalo sílu otřesů. Tento jev vedl k tomu, že most dostal přezdívku klátivý most. Pokusy omezit počet chodců používajících most vedly k vytvoření dlouhých řad a neodstranily kmitání mostu.
Otřesy byly způsobeny reakcí lidí na původní malé kmity mostu. S touto lidskou podvědomou reakcí nebylo při návrhu mostu počítáno. Původní odhady, že je to způsobeno konstrukcí kabelů, byly vyvráceny – výzkum prokázal, že takovéto otřesy se mohou vyskytnout na jakémkoli mostu, který má vhodnou rezonanční frekvenci. Problém byl odstraněn instalací hydraulických tlumičů pro horizontální i vertikální směr. Tato úprava mostu byla realizována v období od května 2001 do ledna 2002 a náklady dosáhly částky 2 milióny liber. Po krátké době ověřování byl most znovu uveden do provozu 22. února 2002.